# Mykolaiv
Mykolaiv ou Micolaíve (em ucraniano: Миколаїв pronunciado: Moikoláiu, em russo: Николаев pronunciado: Nikoláef), é uma cidade no sul da Ucrânia, centro administrativo do Óblast de Mykolaiv, situada próxima ao mar Negro e à foz do Bug Meridional. Foi fundada em 1789 como uma base naval após a conquista russa do local. Tem 260 km² de área e sua população em 2020 foi estimada em 480.080 habitantes. As forças russas tentaram conquistar a cidade varias vezes, no contexto da invasão russa de 2022. Mykolaiv sofreu vários ataques de mísseis russos desde o começo da invasão, mas a cidade em si nunca caiu.

## Geografia
Mykolaiv está localizado em uma península na região das estepes, a 65 quilômetros do mar Negro. Está em uma área de terreno plano (a região produtora de estepes do sul da Ucrânia). As montanhas mais próximas a cidade estão a 300 quilômetros ao sul, no extremo sul da península da Crimeia. A falta de barreiras naturais ao norte de Mykolaiv, acarreta que ventos árticos podem soprar para o sul da cidade, desimpedidos de qualquer elevação de terreno, tornando a cidade uma localidade com temperaturas mais frias.
| Dados climáticos para Mykolaiv | Dados climáticos para Mykolaiv | Dados climáticos para Mykolaiv | Dados climáticos para Mykolaiv | Dados climáticos para Mykolaiv | Dados climáticos para Mykolaiv | Dados climáticos para Mykolaiv | Dados climáticos para Mykolaiv | Dados climáticos para Mykolaiv | Dados climáticos para Mykolaiv | Dados climáticos para Mykolaiv | Dados climáticos para Mykolaiv | Dados climáticos para Mykolaiv | Dados climáticos para Mykolaiv |
| Índice                         | Jan                            | Fev                            | Mar                            | Abr                            | Mai                            | Jun                            | Jul                            | Ago                            | Set                            | Out                            | Nov                            | Dez                            | Ano                            |
| ------------------------------ | ------------------------------ | ------------------------------ | ------------------------------ | ------------------------------ | ------------------------------ | ------------------------------ | ------------------------------ | ------------------------------ | ------------------------------ | ------------------------------ | ------------------------------ | ------------------------------ | ------------------------------ |
| Média (°C)                     | −2                             | −0,9                           | 3,9                            | 10,6                           | 16,8                           | 21,0                           | 23,8                           | 23,3                           | 17,4                           | 10,9                           | 4,6                            | 0,1                            | 10,8                           |
| Precip. (mm)                   | 30                             | 25                             | 25                             | 24                             | 47                             | 52                             | 38                             | 31                             | 33                             | 32                             | 30                             | 30                             | 396                            |
| Vento (m/s)                    | 4,1                            | 4,2                            | 4,1                            | 3,9                            | 3,6                            | 3,3                            | 3,1                            | 3,1                            | 3,1                            | 3,2                            | 3,8                            | 3,9                            | 3,6                            |

## História
Foram encontrados registros de presenças históricas na região do período neolítico. Em 1784 foi construída um forte na região, e ao redor dele desenvolveu-se um estabelecimento, que foi denominado de Mykolaiv. No final do século XIX a cidade passou a ser o terceiro maior porto do Império Russo e um importante centro industrial. Durante a Segunda Guerra Mundial a cidade sofreu graves danos, depois sendo reconstruída.

## Demografia
A população é majoritariamente de etnia ucraniana, mas, assim como outras cidades da região, a maior parte da população é falante de russo. Quanto à nacionalidade, 84% da população se identifica como ucraniana, e 12% como russa. Quanto ao idioma, 7% falam ucraniano em casa, 63% falam russo, e 28% usam ambos os idiomas em casa.

## Cidades-Gêmeas
Mykolaiv é germinada com:
- Batumi, Geórgia
- Binhai, China
- Borjomi, Geórgia
- Bursa, Turquia
- Dezhou, China
- Galați, Romênia
- Lyon, França
- Malko Tărnovo, Bulgária
- Mogilev, Bielorrússia
- Moscou, Rússia
- Petrozavodsk, Rússia
- Pleven, Bulgária
- São Petersburgo, Rússia
- Tiráspol, Moldávia/Transnístria
- Trieste, Itália